# JQuery
jQuery er et platformsuafhængigt JavaScript-bibliotek der har til formål at gøre det nemmere at lave programmer til webbrowsere. jQuery er det mest brugte JavaScript-bibliotek (2015) og er gratis og med frit tilgængelig kildekode og udgives under MIT-licensen.
Første version blev udgivet i 2006. Projektet er open source og understøtter tredjepartsudviklede udvidelser. Et af disse tredjepartsprojekter har affødt jQuery UI som officiel udvidelse, der tilfører strømlinede, visuelle komponeter som f.eks. kalender og faneblade.
jQuery simplificerer en lang række opgaver i JavaScript og gør dem kompatible på tværs af browserne Internet Explorer, Mozilla Firefox, Opera, Google Chrome og Safari. Oprindeligt blev jQuery udviklet for at gøre det nemmere at vælge og arbejde med objekter i DOM'en. Til dette bruges en såkaldt "selector". Det er her idéen om et query - altså en forespørgsel - bliver aktuel, i det man forespørger på objekter. Når man har forespurgt kan man typisk få noget at vide om objekterne, f.eks. om de er synlige, deres dimensioner, hvilke CSS-klasser de har tilknyttet eller andre standardiserede egenskaber inden for HTML og CSS, eller manipulere dem.